# فلايت قلوبل
فلايت قلوبل (بالإنجليزية: Flightglobal)‏ هو موقع على الإنترنت (أون لاين)، متخصص في الأخبار والمعلومات ذات الصلة بصناعة الطيران والفضاء. كما يوفر مساحة للعديد من المجتمعات المتميزة في مجال صناعة الطيران والفضاء.
تم تأسيس الموقع في فبراير 2006 ليكون بمثابة موقع على الإنترنت لمجلة الطيران الدولي مجلة طيران رجال الأعمال (Airline Business)و (ACAS) ومخابرات النقل الجوي (ATI)ومجموعة الطيران والخدمات وغيرها من الأدلة.

## وصلات خارجية
- الموقع الرسمي